# Kapaunalm
Die Kapaunalm ist eine Alm in der Lasörlinggruppe in der Fraktion Görtschach der Gemeinde St. Veit in Defereggen.
Die Kapaunalm liegt im gleichnamigen Kapaun, dem westlichen Talschluss des Durbachs. Das Almgebiet der Kapaunalm umfasste historisch das Gebiet westlich des Durbachs, am Ostufer befand sich die Durbachalm. Südlich schloss sich das Almgebiet der Ausserecker Wiesen an. Mitte des 19. Jahrhunderts sind für die Kapaunalm keine, Mitte des 20. Jahrhunderts mehrere Hütten verzeichnet. Heute existiert hier nur noch eine Hütte sowie die Überreste mehrerer ehemaliger Hütten. 